# Ковалечжі Панікер
Ковалечжі Чірампатхур Шанкаран Панікер (*കെ.സി.എസ്. പണിക്കർ, 30 травня 1911 —16 січня 1977) — індійський художник-абстракціоніст.

## Життєпис
Народився у м. Коїмбатор. Здобув початкову освіту. Водночас виявив неабиякий хист до малювання. У 1918 році поступив працювати на телеграф. Вже у 12 років почав писати пейзажі. У 1928 році відбулася його перша виставка Мадраському товаристві образотворчого мистецтва. У 1930 році здобув середню освіту. У 1936 році вступив до державної школи мистецтв і ремесел у Мадрасі, яку закінчив у 1940 році. У 1941 році відбулися його персональні виставки у Мадрасі та Делі. У 1944 році заснував Асоціацію прогресивних художників.
У 1954 році визнаний Міністерством освіти одним з Дев'яти відомих художників та стає членом Виконавчого ради Академії Лаліт Кала (Нью-Делі). Після цього здійснює подорож до Великої Британії, Франції, Швейцарії та Італії. Того ж року пройшли його персональні виставки у Лондоні, Ліллі та Парижі.
У 1955 році призначається проректором, а з 1958 року стає ректором державного коледжу образотворчих мистецтв у Ченнаї. У 1959 році був у складі делегації до СРСР, де відвідав Москву, Ленінград, Київ. У 1961 році організував персональну виставку у Сан-Паулу (Бразилія). Наступного року був серед учасників Індійської художньої виставки в Мексиці. У 1963 році стає членом індійської делегації на Всесвітній мистецький конгрес у Нью-Йорк (США).
У 1964 році бере участь у Токійській виставці, у 1965 році — у Лондоні, у 1967 році — на Венеційському бієнале. Того ж року здобуває Національну премію з живопису.
У 1966 році заснував неподалік від Ченнаї село художників, де проповідував комунальний спосіб життя та творчості. З 1968 до 1976 року постійний учасник виставок мистецтва, а також I, II і III Трієнале світового мистецтва (Індія). У 1976 році стає членом Академії Лаліт Кала. Помер у селі художників поблизу Ченнаї з 15 на 16 січня 1977 року.

## Творчість
У його картинах помітний вплив постімперіонізму, західного модернізму. З 1960-х років звернувся до традиційних індійських фресок. Намагався їх поєднати з модернізмом. Найвідомішою є робота «Слова та символи».